# Mystacides sepulchralis
Mystacides sepulchralis là một loài Trichoptera trong họ Leptoceridae. Chúng phân bố ở miền Tân bắc.